# Westward (Yacht)
Westward war eine US-amerikanische Rennyacht der Big Class, die als 2-Mast-Gaffelschoner getakelt war. Ihr Eigner war Alexander Smith Cochran (1874–1929), ein erfolgreicher New Yorker Geschäftsmann und Regattasegler. Die Yacht wurde von dem Yachtkonstrukteur und Werftbesitzer Nathanael Herreshoff entworfen und lief am 31. März 1910 vom Stapel.

## Konstruktion
Westward war mit 135 Fuß LüA (41,10 m) die größte Stahlyacht und die erste Yacht, die die Werft „Herreshoff Manufacturing Co.“ in Bristol (Rhode Island) nach der neuen Internationalen Vermessungsregel (englisch International Rule) von 1908 gebaut hatte. Ihr Eigner gab bei der Auftragsvergabe im Herbst 1909 der Werft einen Freibrief für den Kauf der besten Ausrüstung, die Kosten waren zweitrangig. Cochran bestand darauf, dass die Yacht mit der Baunummer 692 nach den Vorschriften der höchsten Klasse von Lloyd’s Register gebaut wurde. Die Werft setzte diesen Wunsch gerne um und führte die Stahlarbeiten, Decksausrüstung, Takelage, Winschen usw. entsprechend aus.

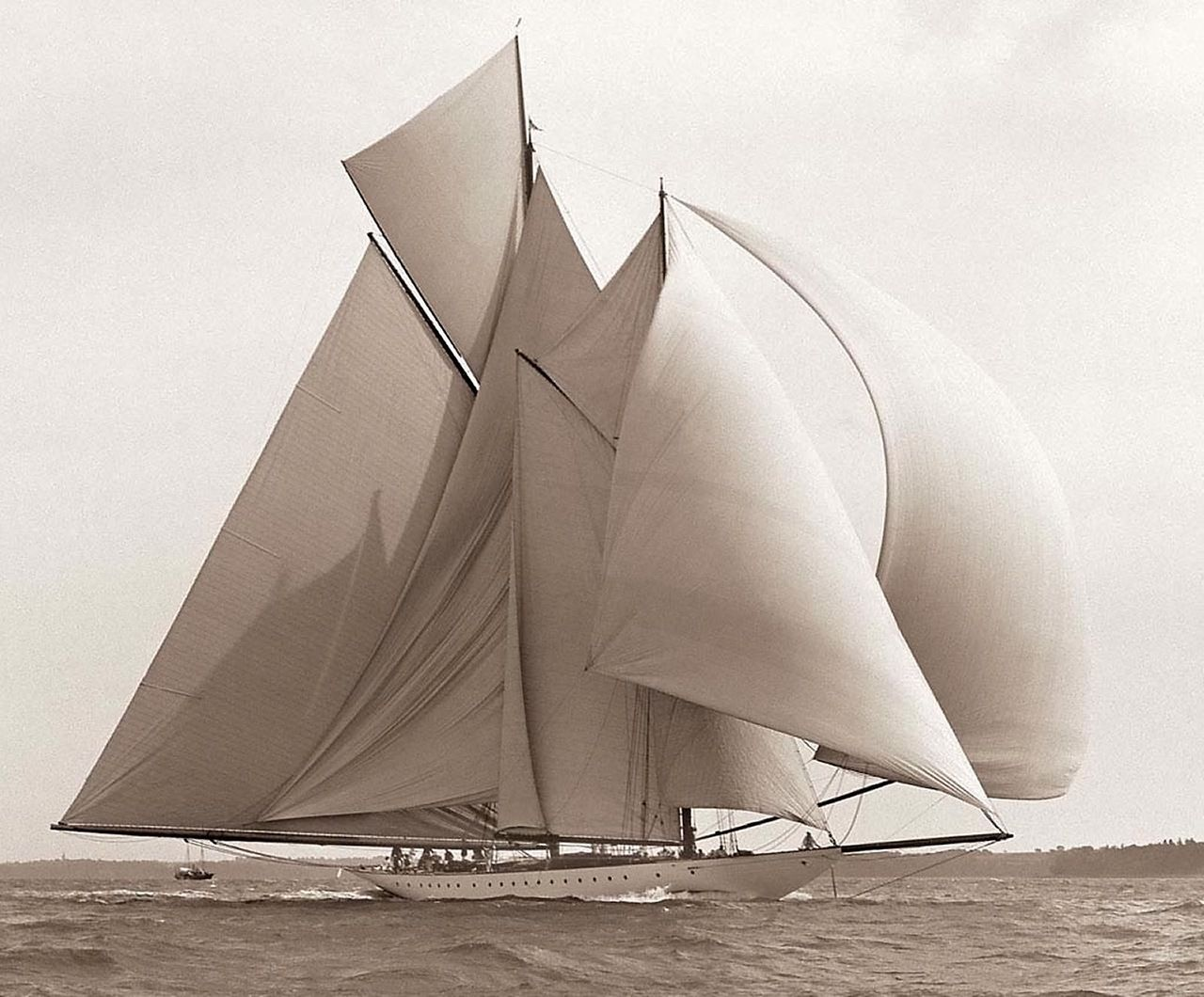
Westward unter Vollzeug vor dem Wind, 1910

Die beiden soliden Schiffsmasten wurden aus ausgewählter Oregon pine gefertigt. Der Hauptmast wog fertig mit dem zugehörigen stehenden Gut und Eisenbeschlägen vier Tonnen. Der Bleikiel wog ungefähr 75 bis 80 Tonnen, dadurch konnte Westward ihre riesige Segelfläche besser tragen als jeder andere Schoner mit ähnlichen Abmessungen. Der Schiffsrumpf war aus Stahl gefertigt und das Deck aus 7 cm starken Kiefernholz-Planken über dem Stahldeck, die Decksaufbauten und die Reling waren aus Teakholz.
Die stehende Takelage war in jeder Hinsicht massiv, das laufende Gut des Gaffelschoners war so einfach wie möglich gehalten, da die Handhabung eines Rennschoners gerade vor dem Start sehr viel schwieriger ist als die eines Kutters. Alle Fallen waren zum Mastfuß geführt, und das Fehlen einer Kanzel oder Stützen trug dazu bei, dass das bündige Deck ein sehr großzügiges Erscheinungsbild erhielt. Bei Atlantik-Überquerungen wurde eine abnehmbare Reling zur Sicherung der Mannschaft montiert. Der komplette Segelsatz für Baunummer 692 wurde bei den weltbesten Segelmachern Ratsey & Lapthorn aus England mit einer Filiale in City Island (Bronx) gefertigt. Der Stapellauf erfolgte am 31. März 1910 um 11 Uhr, getauft wurde Westward von Mrs. A. Livingstone Beekmann.
Auf der Backbordseite (links) wurde ein schnelles Motorboot in Davits gefahren und achtern auch in Davits ein schickes Ruderboot. Auf der Steuerbordseite wurde an Deck ein stabiles motorisiertes Beiboot mit dem Namen Urda gefahren, die einzige Hilfsmaschine, wenn sie gebraucht wurde. Westward hatte ursprünglich keine Einbaumaschine, die wurde erst nach Ende der Rennkarriere 1935 eingebaut, man nahm ggf. Schlepperhilfe in Anspruch.

## Geschichte
Der Gaffelschoner Westward gehörte Alexander Smith Cochran, der als erfolgreicher Segler auch Mitglied des New York Yacht Club (NYYC) war. Er wurde am 28. Februar 1874 als Sohn von William Francis Cochran und Eva Smith geboren. Sein Großvater war Alexander Smith, Gründer der „Alexander Smith Carpet Company“. Cochran erbte sein Vermögen von seinen Eltern und seinem Onkel mütterlicherseits, Warren B. Smith, der Cochran 1902 den Großteil eines Anwesens mit einem geschätzten Wert von damals 40 Millionen US-Dollar hinterließ. Cochran war der Erbe und Haupteigentümer der „Alexander Smith & Sons Carpet Mills“ in Yonkers, New York. Im Jahr 1929 war die Firma der größte Teppichhersteller der Welt.
Die Yacht Westward wurde von dem Kapitän und Skipper Charlie Barr (1864–1911) kommandiert, ein persönlicher Freund des Eigners. Sie hatten gemeinsam viele Rennen mit Chochrans Rennkutter Avenger gesegelt und im Jahr 1909 den „Astor Cup“ gewonnen, der vor Newport (Rhode Island) jährlich vom NYYC ausgesegelt wird. Obwohl sie aus unterschiedlichen Verhältnissen kamen, hatten sie einen tiefen Respekt für die Möglichkeiten des anderen. Tatsächlich war es Barr, der seinen Freund überzeugte in einen Rennschoner zu investieren. Charlie Barr war zu seiner Zeit einer der besten Skipper, den man in Europa oder Amerika verpflichten konnte. Er hatte sich einen hervorragenden Namen als siegreicher Schiffsführer gemacht. Er erreichte drei Siege bei den drei America’s-Cup-Rennen der Jahre 1899, 1901 und 1903.

### Atlantiküberquerung und Kieler Woche 1910
Westward stellte in ihrer ersten Saison eine erstaunliche Bilanz auf. Im April 1910 segelte sie in vierzehn Tagen vom Brenton Reef bei Newport (Rhode Island) über den Nordatlantik nach Southampton mit durchschnittlich 202 Seemeilen pro Tag. Bei der Kieler Woche im Juni gewann sie souverän den „Emperors Cup“ in einer Serie von vier Rennen gegen die Yachten Meteor IV (Baujahr 1909), Germania (Baujahr 1908) Hamburg (ex Rainbow, Baujahr 1903) und Nordstern. Bei einer Kollision der Yacht Meteor IV von Kaiser Wilhelm II. mit Westward brach der Bugspriet der Meteor IV, als der unbezwingbare Charlie Barr sich weigerte, der Kaiser-Yacht den Vortritt zu lassen. Westward konnte auch eine höhere Geschwindigkeit nach Luv segeln als jeder andere teilnehmende Schoner. Dies lag daran, dass sie mehr Segeltuch tragen konnte als ihre Konkurrenten, obwohl diese zusätzliche Last sie bei starkem Wind fast unkontrollierbar machte. Westward gewann schließlich jedes Rennen in deutschen Gewässern, bei dem sie startete.

### Regatten in britischen Gewässern

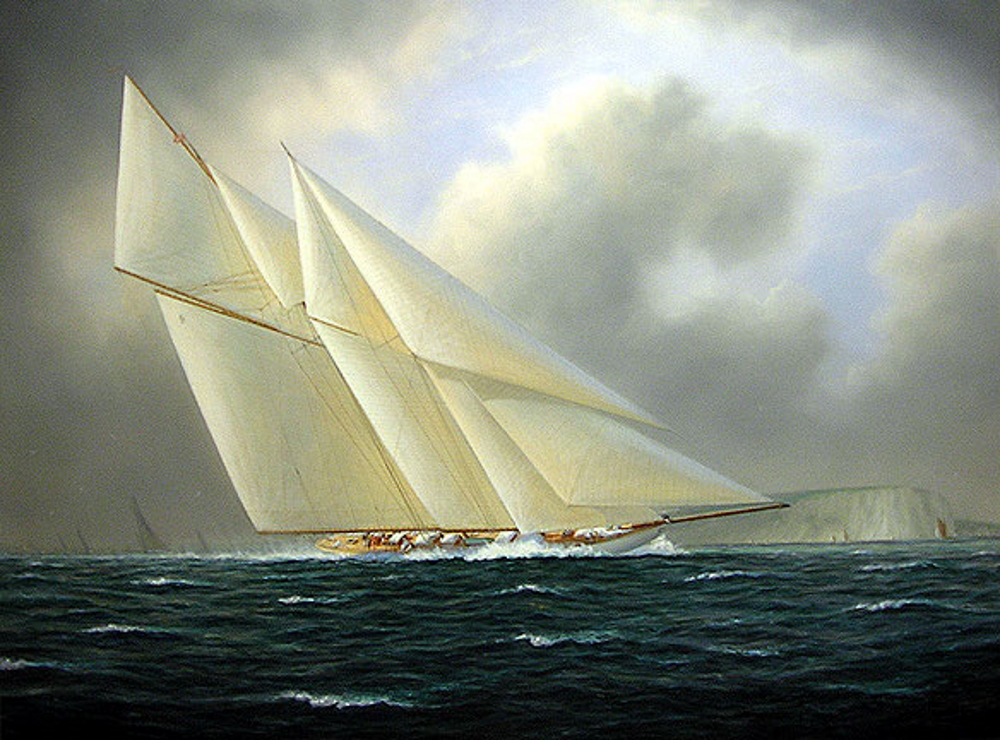
Westward, Ölgemälde von Tim Thompson

Nach ihren Erfolgen in Deutschland segelte Westward nach England und nahm dort an Regatten teil. Aufgrund der sich ständig ändernden Handicap-Regeln entschied sich Cochran, Westward in der A-Klasse der internationalen Regeln starten zu lassen, für die sie konzipiert worden war. Trotz einiger Kontroversen durfte Westward schließlich antreten, wie Skipper Barr und Eigner Cochran es gefordert hatten. Bei ihrem ersten Rennen in britischen Gewässern zeigte sie eine ordentliche Leistung und besiegte den America’s-Cup-Herausforderer Shamrock III mit ihrem Eigner Thomas Lipton an Bord um 15 Minuten. Insgesamt gewann Westward acht von neun Rennen.

### Tod von Kapitän Charlie Barr
Ihre Rennkarriere wurde scheinbar auf unbestimmte Zeit unterbrochen, als Kapitän Barr am 24. Januar 1911 in Southampton beim Frühstück überraschend mit 46 Jahren an einem Herzinfarkt starb. Eigner Cochran war untröstlich über den Verlust seines Freundes Barr. Er bot Westward spontan über den Makler „Summers & Payne“ in Southampton für 100.000 US-Dollar (20.000 Pfund Sterling) zum Kauf an.

### Cochrans Engagement im America’s Cup
Cochran begann sich für noch größere Yachten zu interessieren. Er besaß bereits einen 230-Fuß großen 3-Mast-Schoner Sett Call, den der Yachtkonstrukteur William Gardner für ihn entworfen hatte und den er für Kreuzfahrten nutze. Cochran beschloss, mit einer Verteidiger-Yacht (englisch defender) am America’s Cup teilzunehmen und beauftragte Gardner, für ihn an eine America’s Cup Yacht zu entwerfen. Das Ergebnis war Vanitie, eine Yacht aus Stahl und Bronze. Beide Yachten. sowohl Vanitie als auch Sett Call wurden von der „George Lawley & Son Corporation“ aus Neponset in Massachusetts gebaut. Der Plan war Vanitie im Jahr 1914 zum 13. America’s Cup als Verteidiger einzusetzen. Dazu kam es aber nicht, denn als Schamrock IV die Nachricht vom Ausbruch des Ersten Weltkrieges in Bermuda erreichte, segelte sie nach New York und wurde dort bis zum 13. America’s Cup 1920 aufgelegt.

### Sieg im Astor-Cup
Nach dem Tod von Charlie Barr entschied sich Eigner Cochran für den neuen Skipper John (Chris) Christensen, der unter Barr Bootsmann gewesen war. Mit ihm gewann Westward 1911 den jährlich ausgetragenen „Astor Cup“ vor Newport (Rode Island), gestiftet 1882 von John Jacob Astor III (1822–1890), gegen die großen amerikanischen Yachten trotz leichter Winde. Cochran legte sie daraufhin in City Island (Bronx) auf und bot sie für 120.000 US-Dollar zum Kauf an.

### Verkauf vonWestwardan Hamburgischen Verein Seefahrt
Im Oktober 1912 segelte Westward zum dritten Mal über den Nordatlantik, um sich der deutschen Flotte von Stahlschonern anzuschließen. Eigner Cochran verkaufte die Yacht für 100.000 US-Dollar an den Hamburgischen Verein Seefahrt (HVS), dessen Vorsitzender Albert Ballin (1857–1918) war, der Direktor der Hamburg-America Line. Die neuen Eigner vergrößerten den Segelplan der Westward um 340 m², malten den Schiffsrumpf schwarz an und benannten sie in Hamburg II um. Außerdem bauten sie die Kabine aus und installierten ein Klavier unter Deck. Diese eigentlich unnötigen Einbauten vergrößerten das Gewicht der Yacht, was der Performance der Rennyacht nicht zuträglich war. Die Yacht Hamburg II bekam natürlich eine komplett deutsche Besatzung.
Die Kieler Woche 1913 wurde dominiert durch den neuen britischen A Klasse Rennschoner Margherita, entworfen von Charles E. Nicholson für den Eigner Major Cecil Whitaker, der mit fünf ersten Plätzen nach England zurückkehrte. Hamburg II belegte am Ende der Kieler Woche aufgrund ihrer mittelmäßigen Segelleistung den dritten Platz hinter der Germania, die sie im Jahr 1910 noch geschlagen hatte. Danach wurde sie aufgelegt und verzichtete auf den Start in der Cowes Week, hier nahmen an den Regatten nur die Meteor IV und die Germania aus Deutschland teil. Die britischen Segler empfanden das Fernbleiben der Hamburg II als tiefe Enttäuschung.
Die großen Rennschoner Meteor IV und Hamburg II segelten 1914 gegeneinander auf der Kieler Woche, als am 28. Juni die Nachricht vom Attentat von Sarajevo eintraf. Die Yachten brachen die Wettfahrt ab und während der Cowes Week im Juli wurde der Erste Weltkrieg erklärt. Die Hamburg II wurde wie alle deutschen Rennschoner pfleglich im Nord-Ostsee-Kanal (bis 1948 „Kaiser-Wilhelm-Kanal“) aufgelegt. Hier überstand die Yacht den Krieg ohne Schaden in einem exzellenten Zustand, war sie doch nach den höchsten Standards von Material und Konstruktion gebaut worden.

### Verkauf an Clarence Hatry
Im Jahr 1919, nach dem Krieg und der Pandemie, wurde Hamburg II als Kriegspreis von dem extravaganten Londoner Finanzier Clarence Hatry (1888–1965) gekauft, der ihr nicht nur den ursprünglichen Namen Westward zurückgab, sondern er reduzierte auch ihre Segelfläche auf die ursprüngliche Fläche beim Bau und ließ die in Deutschland veranlassten Kajüteinbauten zurückbauen. Hatry hatte seinen Aufstieg zum Erfolg damit begonnen, osteuropäische Auswanderer in die Vereinigten Staaten und nach Kanada zu transportieren. Anschließend vergrößerte er sein riesiges Vermögen durch Investitionen in Fotozubehör, Verkaufsautomaten und Kreditbüros.
Leider konnte er nur eine Saison lang, nämlich im Sommer 1920 seine Yacht Westward nutzen, die jetzt von dem Kapitän Esward Sycamore kommandiert wurde. Bei der Deal Regatta im Jahr 1920 traf Westward das erste Mal auf eine Konkurrenzyacht, mit der sie später sehr vertraut werden würde, die Rennyacht Britannia von König Georg V., bei der Cowes Week wurde Westward von der Britannia geschlagen. Am Ende der kurzen Saison hatte Westward nur an sechs Rennen teilgenommen und nur drei Pokale gewonnen, leider keine ersten Plätze wie ihr Eigner Hatry enttäuscht feststellte. Es war ein sehr teurer Einstieg in das Big Class Yachtrennen. Durch den wirtschaftlichen Abschwung, der 1920 auf den Krieg folgte, geriet sein wirtschaftliches Reich zunehmend ins Wanken. Nach seiner aktiven Karriere von 20 Jahren in der City, war die Hatry Gruppe eine der ersten die zusammenbrach. Hatry wurde wegen Betrug zu 14 Jahre Gefängnis verurteilt. Er wandte sich von Westward ab und als er sie 1924 verkaufte, hatte sie vier Jahre aufgelegen, größtenteils in einem Schlammliegeplatz in der Nähe von Southampton.

### Verkauf an Warwick Brookes
Im Jahr 1924 wurde Westward an den Londoner Geschäftsmann Warwick Brookes (1875–1935) als neuen Eigner verkauft. Er war ein begeisterter Segler, der insbesondere Yachten der 6-Meter-Klasse aktiv in Regatten segelte. Er besaß auch einen von William Fife III. entworfenen Schoner, den er aktiv in Rennen einsetzte. Andere Segler hofften, dass er auch mit Westward Rennen bestreiten wollte. Stattdessen wechselte sie im selben Jahr zu ihrem fünften Eigner TB Davis.

### Verkauf an TB Davis

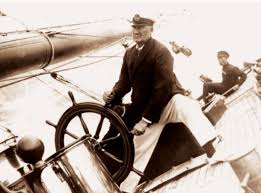
TB Davis, Eigner und Kapitän der Westward in Cowes, Ende der 1920er Jahre

Thomas Benjamin Davis (1867–1942) war Sohn eines Fischers und Schiffszimmermanns, geboren in Havre-des-Pas, Saint Helier auf der Kanalinsel Jersey. Er machte eine seemännische Ausbildung, die er mit 25 Jahren im Jahr 1892 mit dem Kapitänspatent abschloss. Nach dem Dienst in der Royal Naval Reserve ging er nach Südafrika und baute in Durban ein sehr erfolgreiche Stauerei auf. Nachdem er ein Vermögen gemacht hatte, kehrte er nach Jersey zurück.
Seine Leidenschaft galt dem Yachtrennen, und im Jahr 1924 kaufte er den Schoner Westward, weil er eine Yacht wollte, die der königlichen Yacht Britannia seines Freundes König Georg V. mindestens ebenbürtig war. Davis und der König selbst waren die einzigen Big Class Yacht-Eigner, die professionelle Seeleute waren. Davis konnte seine Mannschaft, von denen die meisten von den Kanalinseln kamen, selbst kommandieren, hatte aber trotzdem Alf Diaper zur Unterstützung als Skipper eingestellt. Er behielt und bezahlte seine gesamte Crew nicht nur in der Segelsaison, wie es auf den anderen großen Yachten üblich war, sondern er bezahlte sie auch im Winter. Daher wurden auch alle Überholungs- und Pflegearbeiten, abgesehen von seltenen Werftaufenthalten bei Camper & Nicholsons in Gosport oder „White’s Shipyard“ am River Itchen (Hampshire), unter seiner Anleitung von der Yacht-Crew durchgeführt.
TB Davis segelte Westward zehn Jahre lang in europäischen Gewässern und entwickelte eine heftige und freundschaftliche Rivalität mit der Britannia des Königs Georg V.
Besonders stolz war ihr Eigner TB Davis auf den Gewinn des „Lymington Cups“ im Jahr 1933, der 1864 gestiftet worden war. Westward siegte nach berechneter Zeit vor Britannia, Astra, Candida, White Heather und Shamrock V.
Im Jahr 1934 gewann Westward das Rennen rund um die Isle of Wight zu Ehren des Silberjubiläums der Regentschaft von König Georg V. nach berechneter Zeit gegen Altair und Bluenose, während Cetonia und Golden Hind das Ziel nicht im Zeitlimit erreichten, obwohl Cetonia die erste Yacht am Start war. Im selben Jahr gewann Westward den prestigeträchtigen „King’s Cup“ während der Cowes Week nach gesegelter und berechneter Zeit gegen Velsheda, Candida, Astra, Shamrock V und Britannia (in dieser Reihenfolge). Dieser Erfolg war umso bemerkenswerter als Westward als einzige Big Class Yacht mit ihrem alten Gaffelrigg antrat, während alle anderen mit einem Bermudarigg antraten.
Die Regatta-Saison 1935 war für Westward und Britannia ein großer Einschnitt, denn die neuen Yachten der J-Klasse wurden immer effektiver und erwiesen sich bei leichten Winden als richtige Flieger, was die Übersicht zeigt:
| Yacht-Name | Eigner-Name    | Starts | 1. Platz | 2. Platz | 3. Platz | Punkte |
| ---------- | -------------- | ------ | -------- | -------- | -------- | ------ |
| Endeavour  | Thomas Sopwith | 35     | 12       | 10       | 6        | 74     |
| Astra      | H. Paul        | 35     | 8        | 7        | 3        | 49     |
| Velsheda   | W. Stephenson  | 36     | 5        | 8        | 11       | 47     |
| Yankee     | G. Lambert     | 32     | 8        | 4        | 2        | 42     |
| Candida    | H. Andrae      | 28     | 2        | 4        | 3        | 19     |
| Shamrock V | C. Fairey      | 34     | 0        | 2        | 7        | 11     |
| Westward   | TB Davis       | 11     | 2        | 0        | 0        | 8      |
| Britannia  | König Georg V. | 20     | 0        | 0        | 0        | 0      |

### Rückzug vom Regattasegeln
Am Ende der Saison 1935 segelte Britannia nach Cowes zur Werft „Marvin’s Yard“ und Westward zu ihrem Liegeplatz in St. Helier auf Jersey. Am 20. Januar 1936 starb Georg V. und sein Nachfolger hatte mehr Interesse an Golf als am Segeln. Der Tod von Georg V. verursachte große Probleme bei TB Davis, hatte er doch immer erklärt, wenn Britannia ihre Rennflagge niederholt, würde er auch nicht mehr mit Westward an den Start gehen wollen. Er richtete für seine Yacht in St. Helier einen festen Liegeplatz an der Hafenpier ein, mit einem speziellen Bock, der das weit überhängende Vorschiff beim Trockenfallen aufgrund des großen Tidehubs stützen konnte. Da die Regattazeiten vorbei waren, nutzte TB Davis Westward jetzt für Kreuzfahrten. Er entschied, dass die Yacht dazu einen permanenten Hilfsmotor benötigte. Daraufhin baute er mit seiner Crew unter der Aufsicht eines Ingenieurs der Firma „Ailsa Craig Ltd.“ einen 6-Zylinder-Dieselmotor Ailsa Craig DDR6 mit der Leistung von maximal 72 PS ein. Die Maschine wurde vor dem Hauptsalon im Crew-Bereich eingebaut, um möglichst gewichtsneutral im Rumpf positioniert zu sein. Der Brennstofftank fasste ca. 900 Liter (200 Gallonen) Diesel. Er achtete darauf, dass alle Einbauten auch wieder entfernt werden konnten, falls seine Kinder Westward wieder als Rennyacht nutzen wollten.
Im Jahr 1936 unternahm Westward eine viermonatige Kreuzfahrt nach Norwegen und Schweden unter dem Kommando von Kapitän Paul und einer stark verkleinerten Mannschaft von nur vier Matrosen, denn die Segelfläche war für diese Reise deutlich verkleinert worden. TB Davis reiste in seinem Rolls-Royce auf dem Landweg zu den Häfen wie Göteborg und Oslo, in den Westward Station machte, denn er war der Auffassung, es sei nicht gut wenn zwei Kapitäne an Bord seien. Er nutzte aber Westward zur Übernachtung statt im Hotel abzusteigen. Mit dem reduzierten Rigg erreichte die Yacht bei frischem Wind eine Geschwindigkeit von 11 Knoten. Die Rückreise nach Jersey erfolgte durch den Nord-Ostsee-Kanal. In den folgenden Jahren machte TB Davis lediglich kürzere Kreuzfahrten mit der Yacht.
Als der Zweite Weltkrieg begann lag Westward in Dartmouth (Devon) vertäut an einer Mooring-Boje der Bootswerft „Philips & Son Ltd.“ unter der Aufsicht von Mr. Dennis, einem Freund von Eigner TB Davis, der sich selbst überwiegend in Südafrika aufhielt, wo er im Jahr 1942 in Durban 75-jährig verstarb.

## Verbleib
Das Testament von TB Davis bestimmte, dass der Rennschoner Westward als Erbe an seine Familie gehen sollte. Aber es bestand keine Aussicht, dass die Yacht jemals wieder Rennen oder Kreuzfahrten bestreiten würde. Die Familie bot sie drei verschiedenen Segelschulen an, unter der Bedingung, dass sie ordnungsgemäß gepflegt werden sollte und nicht verfallen dürfe und vergessen und verrotten würde in irgendeinem schlammigen Fluss. Im Nachkriegs-Großbritannien mangelt es an Einrichtungen, Material und Geld, so dass niemand an Westward interessiert war. So kam die Bedingung im letzten Willen von TB Davis zum Tragen: die Zerstörung des Schoners Westward. Das Beiboot Urda ging als Geschenk an seinen Freund Mr. Dannis. Die Werft „Philips & Son Ltd.“ wurde mit den Vorbereitungen der Selbstversenkung beauftragt. Am 15. Juli 1947 wurde sie nachdem die beiden Masten, die gesamte Takelage und Ausrüstung sowie die Innenausstattung entfernt worden war vom Schlepper Portway unter dem Kommando von Kapitän R. Griffith zum Hurd Deep vor Jersey geschleppt. Um 12:45 Uhr wurde das Dynamit gezündet und Westward sank auf 90 Meter Tiefe etwa 60 Seemeilen von ihrer alten Freundin Britannia entfernt, die 1936 im St. Catherines Deep versenkt worden war.

## ReplikaEleonora
Die Segelyacht Eleonora ist ein exakter Nachbau des Schoners Westward. Sie wurde auf der niederländischen Werft Van der Graaf BV in Hardinxveld-Giessendam gebaut und lief am 31. März 2000 vom Stapel. Beim Ausbau der Replika wurde vom holländischen Eigner Ed Kastelein Wert auf höchsten Luxus und Komfort gelegt. Sie nahm sehr erfolgreich an einer Reihe von Segelregatten für klassische Yachten teil und wurde hauptsächlich im Chartergeschäft in der Karibik und im Mittelmeer eingesetzt.

## Liste der Westward Eigner
| Jahr | Eigner-Name                         | Flagge                 | Yacht-Name | Bemerkung                                       |
| ---- | ----------------------------------- | ---------------------- | ---------- | ----------------------------------------------- |
| 1910 | Alexander Smith Cochran             | Vereinigte Staaten     | Westward   | Stander: New York Yacht Club (NYYC)             |
| 1913 | Hamburgischer Verein Seefahrt (HVS) | Deutsches Reich        | Hamburg II | Stander: Norddeutscher Regatta Verein (NRV)     |
| 1919 | Clarence Hatry                      | Vereinigtes Königreich | Westward   | aus der Kriegs-Beschlagnahme erworben           |
| 1924 | Warwick Brookes                     | Vereinigtes Königreich | Westward   |                                                 |
| 1924 | Thomas Benjamin Davis               | Vereinigtes Königreich | Westward   | Stander: Royal Cape Yacht Club (RCYC), Kapstadt |
| 1942 | Nachlass von Thomas Benjamin Davis  | Vereinigtes Königreich | Westward   | versenkt am 15. Juli 1947, Hurd’s Deep          |